# 水戸八景

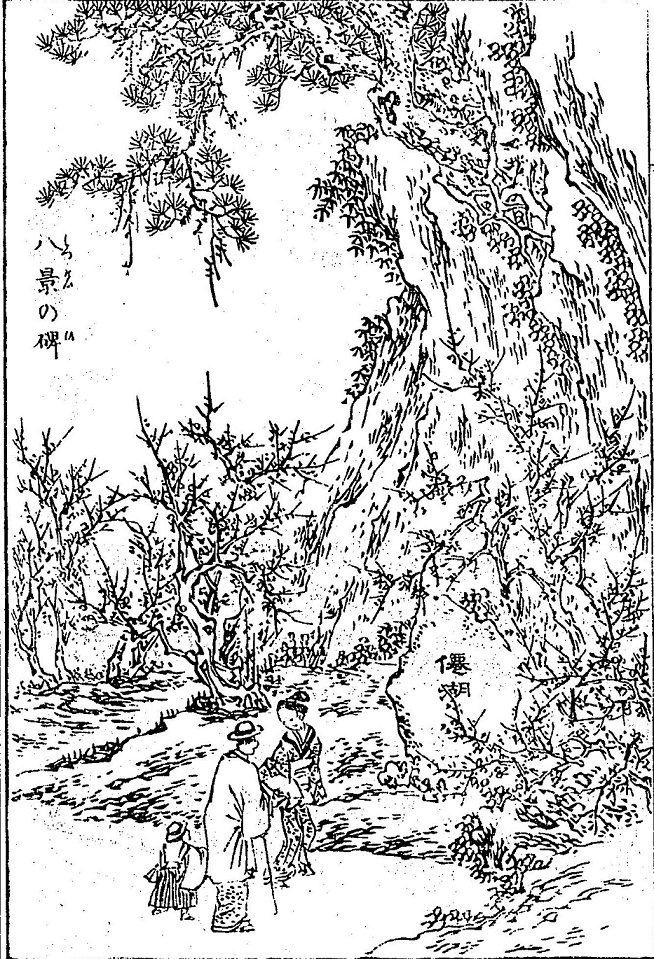
水戸八景の一つ「僊湖暮雪」碑の明治時代の様子（『常磐公園攬勝図誌』松平俊雄（1885年）より）

水戸八景（みとはっけい）は、水戸藩第9代藩主徳川斉昭が水戸藩領内の景勝地を「八景」の様式にならって8つを選んだ風景評価の一つ。及び斉昭作の同名の漢詩による詩吟、詩舞の演目の一つ。

## 景勝地の概要
徳川斉昭は水戸藩領内の景勝地として以下の8つを選んだ。選定の時期は天保4年（1833年）とするのが定説で、当初は「常陸八景」と呼んでいた。北宋の士大夫である宋迪が創始した瀟湘八景に倣って選ばれたと考えられ、選定過程は斉昭自ら領内を巡り、かつ、複数の者から候補地の提案を受け選んだようである。提案の中では江戸駒込大乗寺住職であり、かつ久昌寺の僧でもあった、日華の案が多く取り入れられたとされる。景勝地の場所には斉昭自筆の隷書の銘を刻んだ碑が置かれている。八景の設定において斉昭には景観を楽しむだけではなく、藩子弟の心身鍛錬のために、各碑を徒歩で巡らせる企図もあったとされる。『水戸名勝誌』では、八景めぐりの順番は青柳→太田→山寺→村松→水門→巌船→広浦→僊湖の順であげ距離は、“二十里に余れり”、としている。『水戸八景碑:史跡めぐり』では現代の道路事情下で自動車で巡った場合の順路として、青柳→山寺→太田→村松→水門→巌船→広浦→僊湖をあげ、その行程で約87 km、僊湖から青柳まで戻る一周する行程で約90-91 kmとしている。

### 八景の一覧

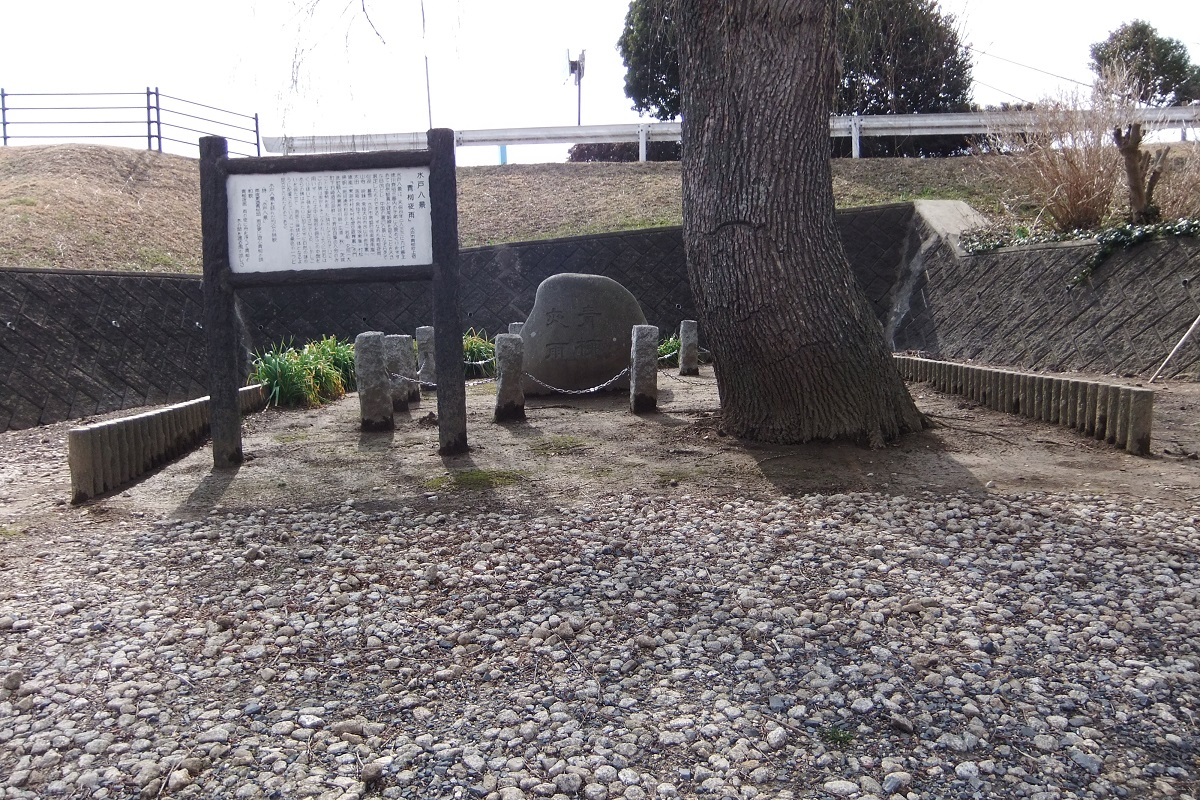
「青柳夜雨」碑
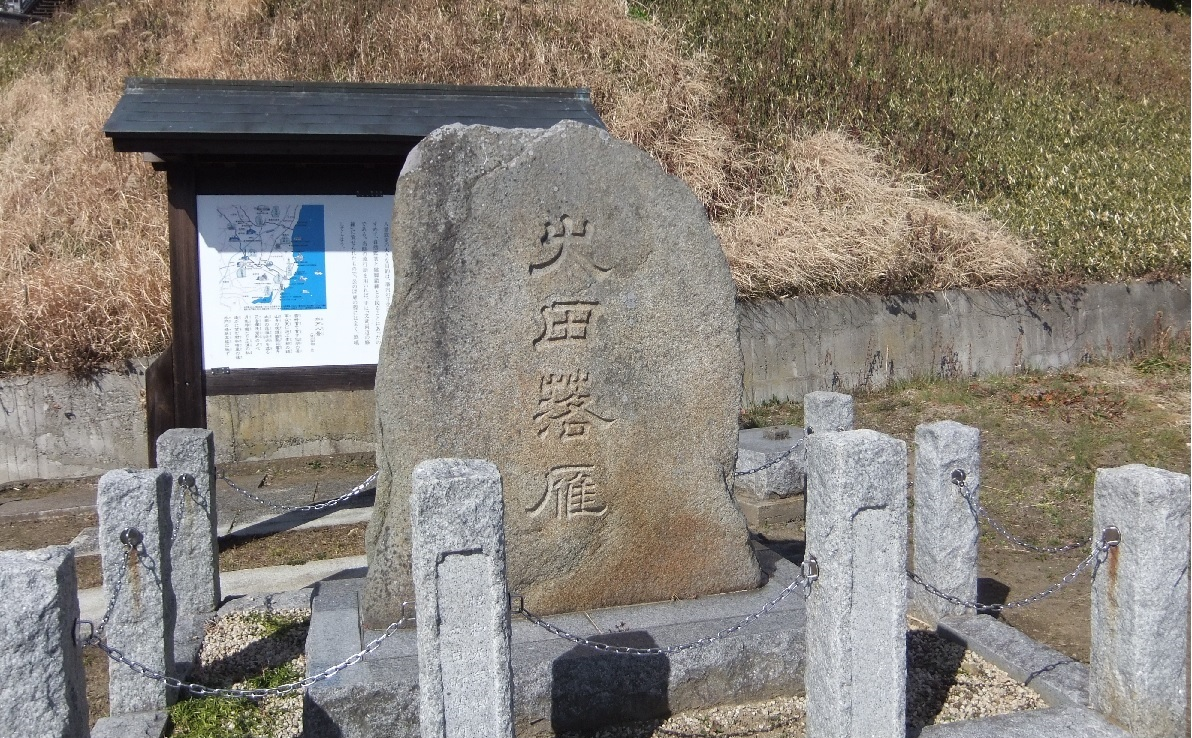
「太田落雁」碑
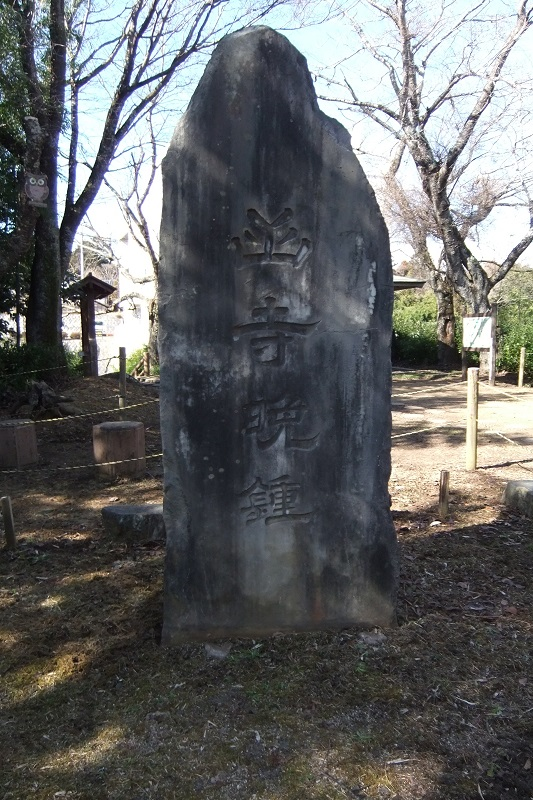
「山寺晩鐘」碑
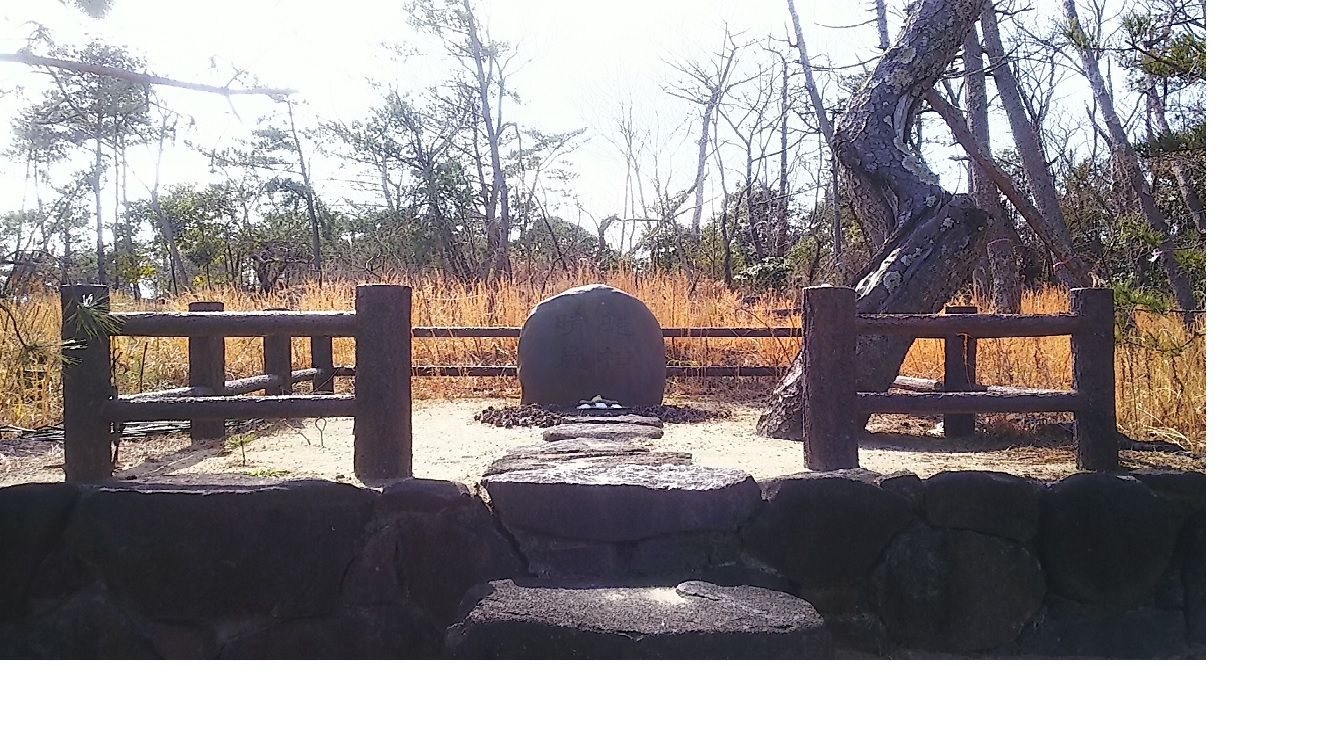
「村松晴嵐」碑
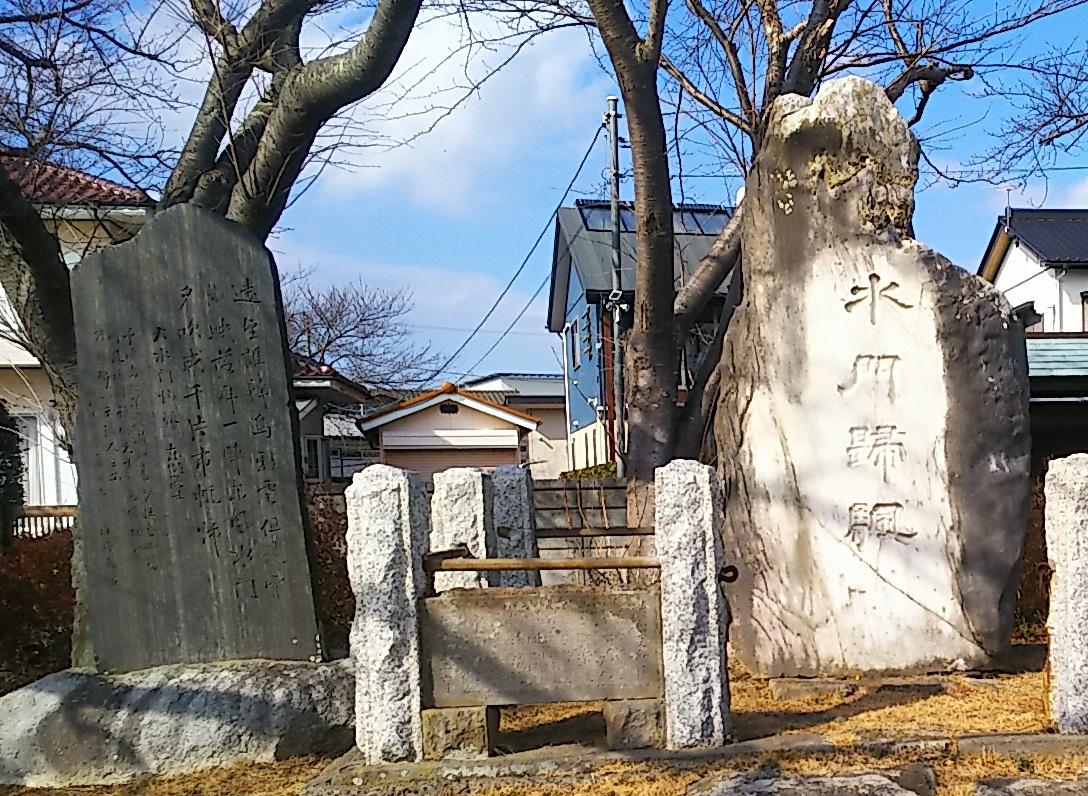
「水門帰帆」碑
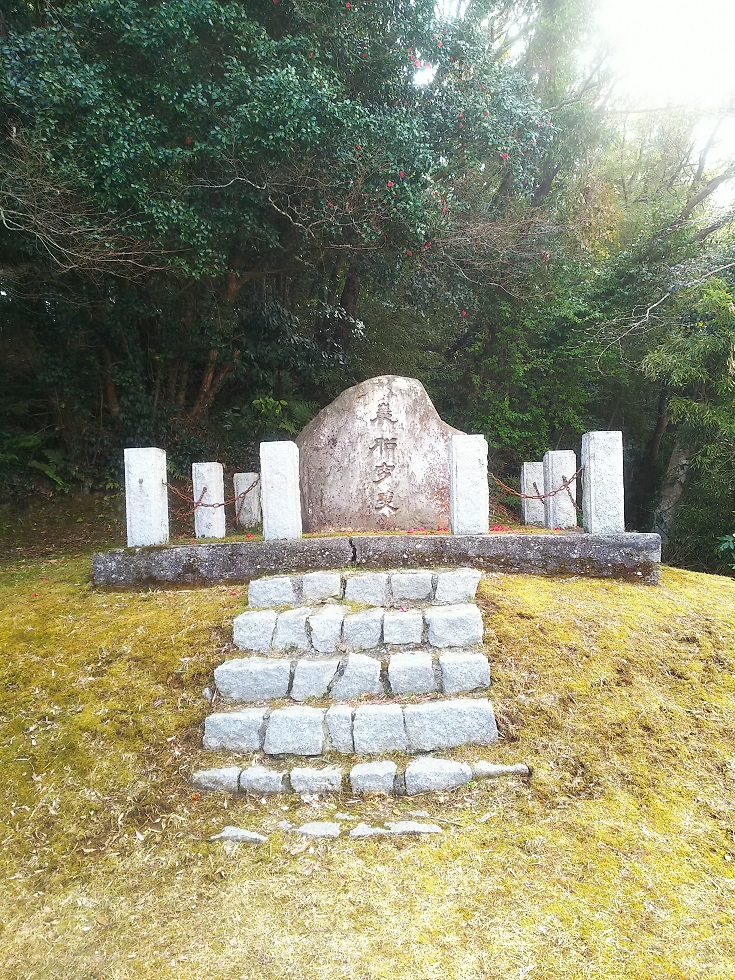
「巌船夕照」碑
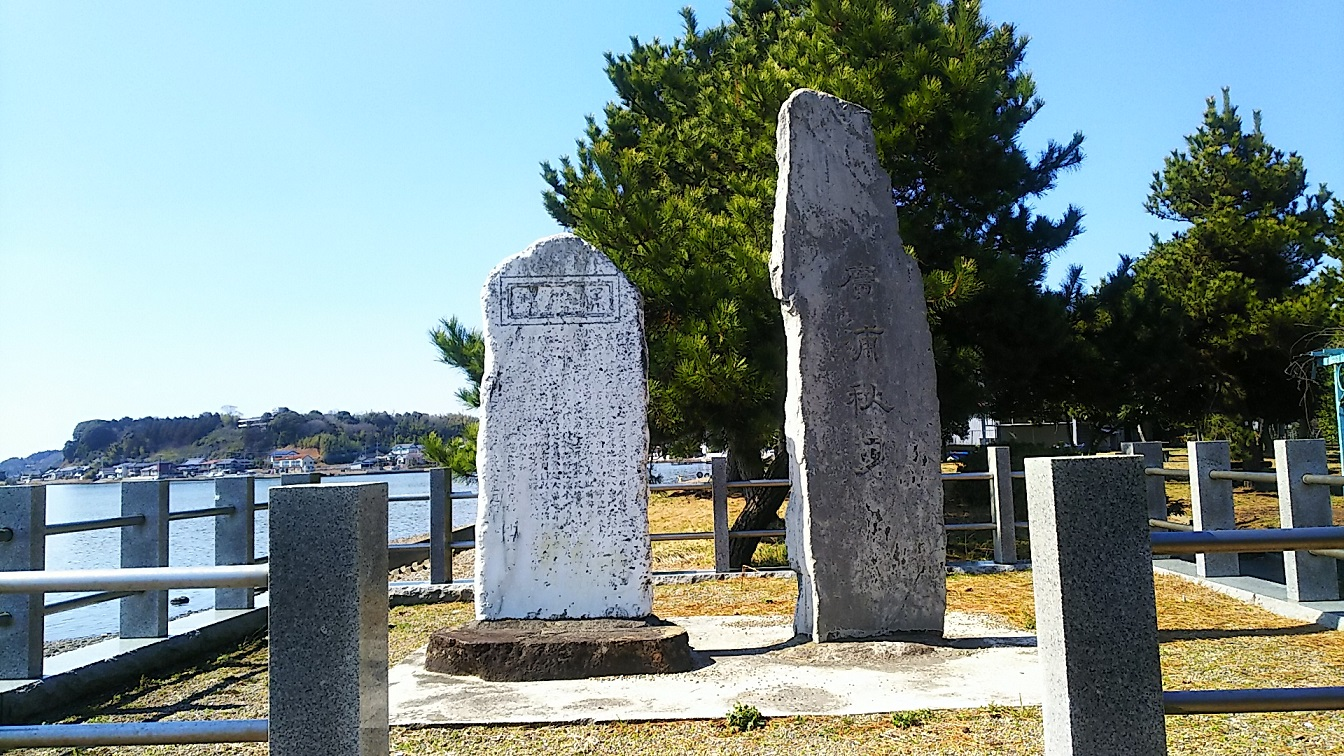
「広浦秋月」碑
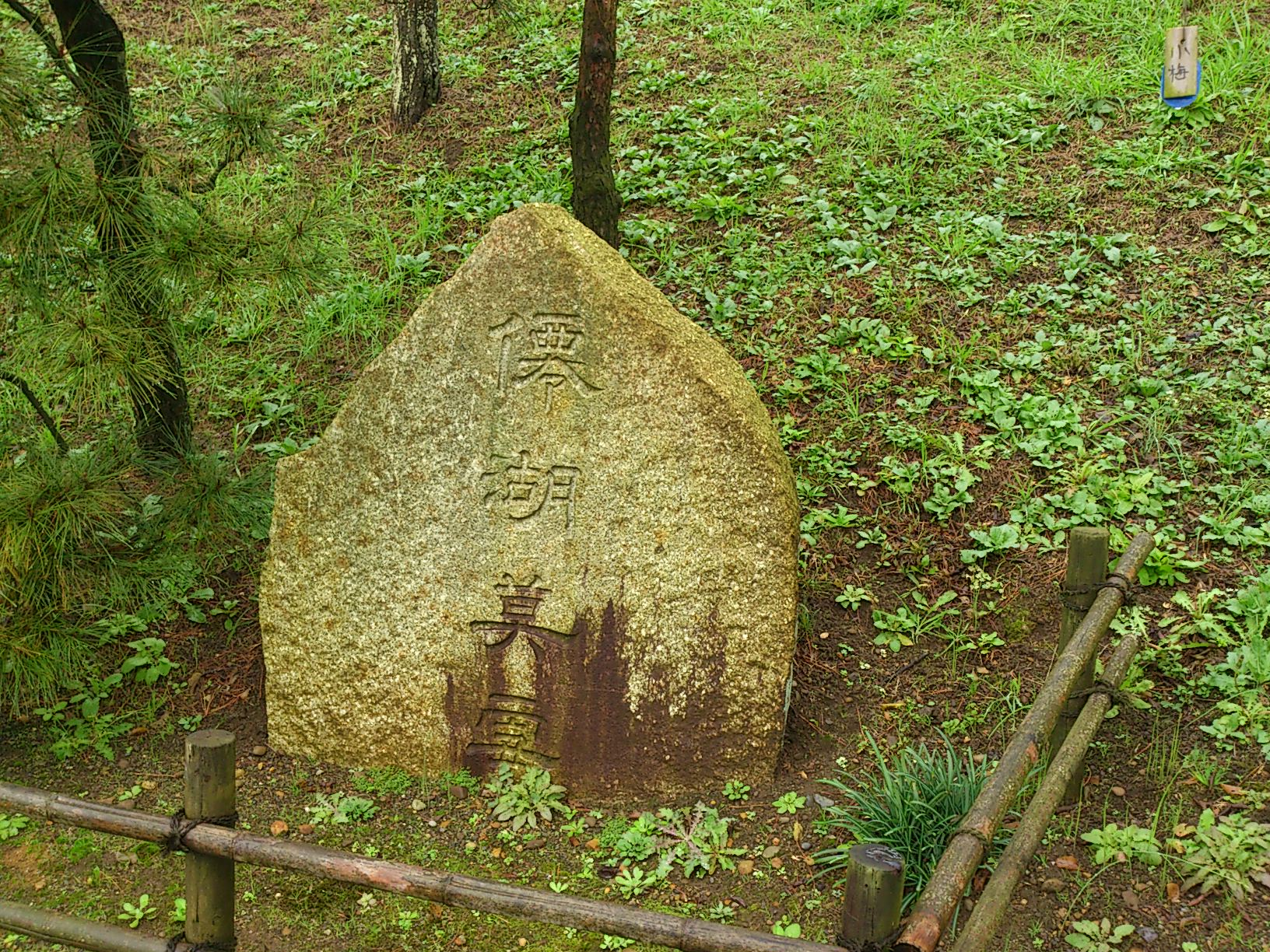
「僊湖暮雪」碑

青柳夜雨 北緯36度23分19秒 東経140度28分31秒 / 北緯36.38858度 東経140.47533度
読み：あおやぎのやう
碑のある場所：水戸市青柳町、鹿島香取神社境内南の那珂川堤防の柳の木の下。
碑の形状等：横120 cm、縦103 cmの黒灰色の自然石。
かつては川岸に柳が植えられていたこの地からは那珂川を渡る渡し船、那珂川越しの水戸の城下町などの眺望があった。
太田落雁 北緯36度32分48秒 東経140度31分25秒 / 北緯36.54680度 東経140.52372度
読み：おおたのらくがん
碑のある場所：常陸太田市栄町、東崖の展望台。
碑の形状等：横140 cm、縦170 cmの花崗岩で赤味を帯びている。
かつては、この地域には真弓千石と呼ばれた水田が広がっており、眼下に水田、遠く先に阿武隈山地の眺望があった。
山寺晩鐘 北緯36度32分08秒 東経140度31分02秒 / 北緯36.53551度 東経140.51730度
読み：やまでらのばんしょう
碑のある場所：常陸太田市稲木、西山研修所内東端。
碑の形状：横87 cm、縦220 cmの黒灰色の大理石。
この地は旧久昌寺の付属施設「三昧堂檀林」があった場所であり、近隣には佐竹寺、白鳥寺などの寺院があった。
村松晴嵐 北緯36度27分05秒 東経140度35分54秒 / 北緯36.45127度 東経140.59844度
読み：むらまつのせいらん
碑のある場所：那珂郡東海村村松、村松虚空蔵尊裏手の砂丘。
碑の形状等：横95 cm、縦90 cmの黒褐色の自然石。
かつては、この地から太平洋を見ることができた。「村松晴嵐」の碑は東海村の指定文化財(記念物)である。
水門帰帆 北緯36度20分37秒 東経140度36分00秒 / 北緯36.34355度 東経140.60013度
読み：みなとのきはん
碑のある場所：ひたちなか市和田町、ひたちなか市役所那珂湊総合支所（旧那珂湊市役所）裏手。
碑の形状等：横120 cm、縦214 cmの大理石。
この地域は古くから"湊"と呼ばれ、"水門"は"湊"をもじったものである。この地は高台にあり、那珂湊漁港を見下ろす眺望があった。「水門帰帆」碑の横に、明治期の「水門帰帆」碑改修記念碑と藤田東湖の七言絶句を刻んだ碑がある。「水門帰帆」はひたちなか市指定文化財(名勝）である。
巌船夕照 北緯36度20分07秒 東経140度34分59秒 / 北緯36.33538度 東経140.58316度
読み：いわふねのゆうしょう、いわふねのせきしょう
碑のある場所：東茨城郡大洗町祝町、願入寺裏の西側。
碑の形状等：横170 cm、縦148 cmの大理石。
涸沼川と那珂川の合流地点で、周辺に水田、西に筑波山、加波山の眺望があった。"巌"は資料によって"岩"とも表記される。
広浦秋月 北緯36度17分06秒 東経140度31分15秒 / 北緯36.28511度 東経140.52088度
読み：ひろうらのしゅうげつ
碑のある場所：東茨城郡茨城町下石崎涸沼湖畔キャンプ場湖岸。
碑の形状等：横70 cm、縦263 cmの黒灰色の自然石。
"広浦"は、当時の地元民による涸沼の呼称である。かってこの地は砂州であり、周囲には老松が茂っており、涸沼の湖面、西に筑波山の眺望があった。「広浦秋月」碑の横に、水戸八景選定経過等を記した副碑「保勝碑」が1基建立されている。「広浦」は茨城県指定文化財（名勝）である。"広"は資料によって"廣"とも表記される。
僊湖暮雪 北緯36度22分25秒 東経140度27分13秒 / 北緯36.37352度 東経140.45363度
読み：せんこのぼせつ
碑のある場所：水戸市常磐町、偕楽園南崖。
碑の形状等：横119 cm、縦128 cmの自然石。
"僊湖"は水戸市の千波湖のこと。"僊"は資料によって"仙"、"千"とも表記される。
- 「青柳夜雨」碑
- 「太田落雁」碑
- 「山寺晩鐘」碑
- 「村松晴嵐」碑
- 「水門帰帆」碑
- 「巌船夕照」碑
- 「広浦秋月」碑
- 「僊湖暮雪」碑

## 現代での水戸八景を巡る動き
水戸市は1996年（平成8年）に新水戸八景として市内8つの場所を選んだことを発表した。これは斉昭の水戸八景と絡めた事業であり、水戸八景の景勝地の内、青柳夜雨と僊湖暮雪の2つしか水戸市内に無いことから、新たに水戸市内からの景勝地を選ぼうとしたことが新水戸八景制定の理由のひとつである。
水戸八景を観光資源として活用する動きもある。水戸市は平成27年度から平成35年度間の観光計画の中で周辺市町村との広域連携による観光の推進を掲げ、具体的な事業として水戸八景を活用した周遊型観光イベントの実施をあげている。2016年3月26日には水戸観光協会主催で、複数の市町村に点在する水戸八景をサイクリングで巡りつつ、景色と地域の食を楽しむグルメライドが開催されている。

## 詩吟『水戸八景』
斉昭及びその家臣は水戸八景を題材に漢詩や和歌の創作を行っているが、詩吟『水戸八景』はそれらの作品の内、斉昭が作った次の七言律詩の漢詩『水戸八景』を吟じたものである。
韻は下平声十一尤韻である。吟詠による読みについて、吟詠の統一教本とする『吟剣詩舞道漢詩集』においては第二句の“雨夜”は“雨の夜（あめのよる）”と、第四句の“山寺”は“やまでら”と読むとしている。日本吟剣詩舞振興会主催の少壮コンクールでの指定吟に採択された事例がある演目である。

## 詩舞『水戸八景』
詩舞『水戸八景』は『水戸八景』の吟詠に併せ、8つの情景を扇子などを使用し表現する詩舞、又は扇舞である。吟剣詩舞界においては日本吟剣詩舞振興会の各種コンクールでの指定吟題に採用等されている演目である。
1974年（昭和49年）に茨城県で開催された第29回国民体育大会の秋季大会開会式（開催日=10月20日/場所=笠松運動公園）の場内レクリェーションでは、『水戸八景』が当時の茨城県知事岩上二郎の吟詠、水戸市立第二中学校生徒460名による舞により演じられた。この演技は当時水戸二中で振りを指導した教員により水戸市立第三中学校に伝えられ、現在まで水戸三中の体育祭で演じられている。
この水戸三中での演技経験者を複数の高校から集めて、茨城県高等学校文化連盟吟詠剣詩舞部が作られた。チームは水府流吟道会の指導のもと、2012年（平成24年）に富山県で開催された全国高等学校総合文化祭吟詠剣詩舞部門に茨城県勢として初参加し、詩舞『水戸八景』を演じた。茨城チームは以後、総文祭に毎年参加し『水戸八景』を含んだ構成吟を演じている。

## その他
- 村松村（後、東海村の一部になる）に1935年(昭和10年)に創設された結核療養施設「村松晴嵐荘（現：国立病院機構茨城東病院）」の名称は水戸八景「村松晴嵐」に由来している[35]。